# Titularerzbistum Myra
Myra (italienisch Mira) ist ein Titularerzbistum der römisch-katholischen Kirche.
Der antike Bischofssitz lag in der gleichnamigen Stadt Myra in Lykien (Türkei).
| Titularerzbischöfe von Myra |                                                    |                                                                           |                    |                    |
| Nr.                         | Name                                               | Amt                                                                       | von                | bis                |
| 1                           | Heinrich Bock OCarm Titularbischof pro hac vice    | Weihbischof in Speyer (Deutschland)                                       | 1426               | 1443               |
| 2                           | Peter Spitznagel OCarm Titularbischof pro hac vice | Weihbischof in Speyer (Deutschland)                                       | 1444               | 1465               |
| 3                           | Angelus Maria Cittadini OCart                      | Koadjutorerzbischof von Naxçıvan (Armenien)                               | 15. Juli 1624      | 9. Juli 1627       |
| 4                           | Augustinus Basrci OP (Augustinus Bagesius)         | Koadjutorerzbischof von Naxçıvan (Armenien)                               | 12. August 1630    | 1633               |
| 5                           | Francesco Antonio Frasella OFMConv                 | Apostolischer Administrator von Japan                                     | 14. November 1637  | 1655               |
| 6                           | Bonaventura Teoli OFMConv                          |                                                                           | 3. August 1655     | 1672               |
| 7                           | Giacinto Torisi OP (Giacinto Tarugi)               |                                                                           | 2. Mai 1672        | 25. März 1674      |
| 8                           | Prospero Bottini                                   |                                                                           | 15. Juli 1675      | 21. März 1712      |
| 9                           | Giovanni Francesco de Nicolai OFM                  | Apostolischer Vikar von Houkouang (China)                                 | 20. April 1712     | 27. Dezember 1737  |
| 10                          | Matthew Pritchard OFM Titularbischof pro hac vice  | Apostolischer Vikar des Westerndestrikts (England)                        | 20. September 1713 | 22. Mai 1750       |
| 11                          | Luigi Gualterio                                    | Kurienkardinal                                                            | 16. Dezember 1743  | 24. März 1760      |
| 12                          | Benedetto Latilla CRL                              | emeritierter Bischof von Avellino-Frigento (Italien)                      | 21. April 1760     | 28. Dezember 1767  |
| 13                          | Giovanni Francesco Guidi di Bagno-Talenti          |                                                                           | 13. März 1775      | 22. September 1795 |
| 14                          | Giovanni Coppola                                   |                                                                           | 20. Oktober 1800   | 15. Dezember 1807  |
| 15                          | Maximos III. Michel Mazloum                        | danach melkitischer Patriarch von Antiochien (Syrien)                     | 29. April 1817     | 1. Februar 1836    |
| 16                          | Flavio Chigi                                       | Apostolischer Nuntius                                                     | 19. Juni 1856      | 15. Juni 1874      |
| 17                          | Angelo Bianchi                                     | Apostolischer Nuntius in Deutschland und Spanien                          | 10. Oktober 1874   | 15. März 1883      |
| 18                          | Etienne Marilley                                   | emeritierter Bischof von Lausanne und Genf (Schweiz)                      | 9. August 1883     | 17. Januar 1889    |
| 19                          | Giuseppe Maria Guidelli dei conti Guidi            | emeritierter Erzbischof von Modena (Italien)                              | 24. Mai 1889       | 9. Mai 1899        |
| 20                          | Giuseppe Ceppetelli (Giuseppe Cepetelli)           | Weihbischof in Rom (Italien)                                              | 31. Juli 1899      | 22. Juni 1903      |
| 21                          | Francesco Ragonesi                                 | Apostolischer Nuntius in Spanien                                          | 14. September 1904 | 7. März 1921       |
| 22                          | Antonino Zecchini SJ                               | Apostolischer Administrator von Estland Apostolischer Nuntius in Lettland | 20. Oktober 1922   | 7. März 1935       |
| 23                          | Carlo Serena                                       | Koadjutorerzbischof von Sorrent (Italien)                                 | 5. Juli 1935       | 22. Oktober 1945   |
| 24                          | Egidio Vagnozzi                                    | Apostolischer Nuntius / Apostolischer Delegat                             | 14. März 1949      | 26. Juni 1967      |